# Chenillé-Changé
Chenillé-Changé è un ex comune francese di 150 abitanti situato nel dipartimento del Maine e Loira nella regione dei Paesi della Loira. Dal  1º  gennaio 2016 è accorpato al nuovo comune di Chenillé-Champteussé. 

## Società

### Evoluzione demografica
Abitanti censiti